# バニャ・ルカ
バニャ・ルカ（セルビア語:Бања Лука；ボスニア語:Banja Luka; クロアチア語:Banja Luka）は、ボスニア・ヘルツェゴビナの西北部にある同国で2番目に大きな都市である。また、連邦国家であるボスニア・ヘルツェゴビナを構成する2つの共和国のうち、セルビア人主体のスルプスカ共和国の最大の都市で、事実上の首都となっている（法的な首都はサラエヴォに隣接するイストチノ・サラエヴォ）。ボサンスカ・クライナ地方の中心地。

## 地理

### 地勢
海抜163mに位置し、90km南方からヴルバス川(Vrbas)が流れ込み、周囲を丘に囲まれて窪地を成しており、市内には泉が多くある。バニャ・ルカ周辺は森林地帯が広がり、少し離れた場所は山地となっている。バニャ・ルカ自体はバニャ・ルカ低地に位置し、山地の標高が徐々に変わる地点に位置する。周辺の名前の知られた山にはマニャチャ山(1,214m)、チェメルニツァ山(Čemernica,1,338m)などがあり、ディナル・アルプス山脈の一部に含まれる。

### 気候
バニャ・ルカは大陸性気候に属し、寒さの厳しい期間が長い。最寒月は1月で平均0.8°C、最暖月は7月の平均21.3°Cである。年平均降水量は988mmで143日間は降雨日である。緯度の影響からバニャ・ルカではほぼ毎年降雪が見られ、強い風が北または北東方向から吹き付ける。時折、南風により暑い天気ももたらされる。
| バニャ・ルカの気候                           | バニャ・ルカの気候 | バニャ・ルカの気候 | バニャ・ルカの気候 | バニャ・ルカの気候 | バニャ・ルカの気候 | バニャ・ルカの気候 | バニャ・ルカの気候 | バニャ・ルカの気候 | バニャ・ルカの気候 | バニャ・ルカの気候 | バニャ・ルカの気候 | バニャ・ルカの気候 | バニャ・ルカの気候 |
| 月                                           | 1月                | 2月                | 3月                | 4月                | 5月                | 6月                | 7月                | 8月                | 9月                | 10月               | 11月               | 12月               | 年                 |
| -------------------------------------------- | ------------------ | ------------------ | ------------------ | ------------------ | ------------------ | ------------------ | ------------------ | ------------------ | ------------------ | ------------------ | ------------------ | ------------------ | ------------------ |
| 平均最高気温 °C （°F）                       | 3.7 (38.7)         | 6.8 (44.2)         | 12.0 (53.6)        | 17.2 (63)          | 22.0 (71.6)        | 25.0 (77)          | 27.2 (81)          | 26.9 (80.4)        | 23.3 (73.9)        | 17.4 (63.3)        | 10.8 (51.4)        | 5.2 (41.4)         | 16.46 (61.62)      |
| 平均最低気温 °C （°F）                       | −4.6 (23.7)        | −2.3 (27.9)        | 0.7 (33.3)         | 4.7 (40.5)         | 9.0 (48.2)         | 12.4 (54.3)        | 13.7 (56.7)        | 13.3 (55.9)        | 10.1 (50.2)        | 5.7 (42.3)         | 1.6 (34.9)         | −2.6 (27.3)        | 5.14 (41.27)       |
| 降水量 mm （inch）                           | 69 (2.72)          | 63 (2.48)          | 79 (3.11)          | 87 (3.43)          | 98 (3.86)          | 111 (4.37)         | 95 (3.74)          | 93 (3.66)          | 82 (3.23)          | 74 (2.91)          | 91 (3.58)          | 86 (3.39)          | 1,028 (40.48)      |
| 平均降水日数                                 | 15                 | 14                 | 14                 | 14                 | 15                 | 14                 | 11                 | 11                 | 10                 | 11                 | 13                 | 15                 | 157                |
| 出典：World Meteorological Organisation (UN) |                    |                    |                    |                    |                    |                    |                    |                    |                    |                    |                    |                    |                    |

### 地区
Settlements of City of Banja Luka • Agino Selo • Banja Luka • Barlovci • Bastasi • Bistrica • Bočac • Borkovići • Bronzani Majdan • Cerici • Čokori • Debeljaci • Dobrnja • Dragočaj • Drakulić • Dujakovci • Goleši • Ivanjska • Jagare • Kmećani • Kola • Kola Donja • Krmine • Krupa na Vrbasu • Kuljani • Lokvari • Lusići • Ljubačevo • Melina • Motike • Obrovac • Pavići • Pavlovac • Pervan Donji • Pervan Gornji • Piskavica • Ponir • Prijakovci • Priječani • Prnjavor Mali • Radmanići • Radosavska • Ramići • Rekavice • Slavićka • Stratinska • Stričići • Subotica • Šargovac • Šimići • Šljivno • Verići • Vilusi • Zalužani • Zelenci

## 歴史

### 中世まで
バニャ・ルカが最初に文書に言及されたのは1494年2月6日のことであるが、バニャ・ルカの歴史は古代に遡る。古いカステル"Kastel"を含む最初の数世紀のローマ帝国時代の十分な形跡が残されている。バニャ・ルカ周辺全体はイリュリアの王国に含まれ、ローマの征服後には属州イリュリクムの一部となる。その後、イリュクムはパンノニアとダルマチアそれぞれの属州に分離される。どのように移住してきたかはまだ分からない部分も残されているが、スラヴ人がバニャ・ルカ周辺に定住するのは7世紀のことであった。
バニャ・ルカが最初に言及されたのは1494年のウラースロー2世の文書により、バニャ・ルカの町の名はバン(総督の称号ban )の草地または峡谷(luka)から来ているとされるがバンの草地の説は不確実な点が残り、民間語源的にはbanja(入浴、水浴び、スパ)、bajna (驚くべき、見事な)とluka(港)を組み合わせたものとされる。また、他に提唱されている説にはハンガリー語での名称であるルークの鉱山を意味する"Lukácsbanya"のスロバキア語での"Banja Luka"等もある。

### オスマン帝国時代

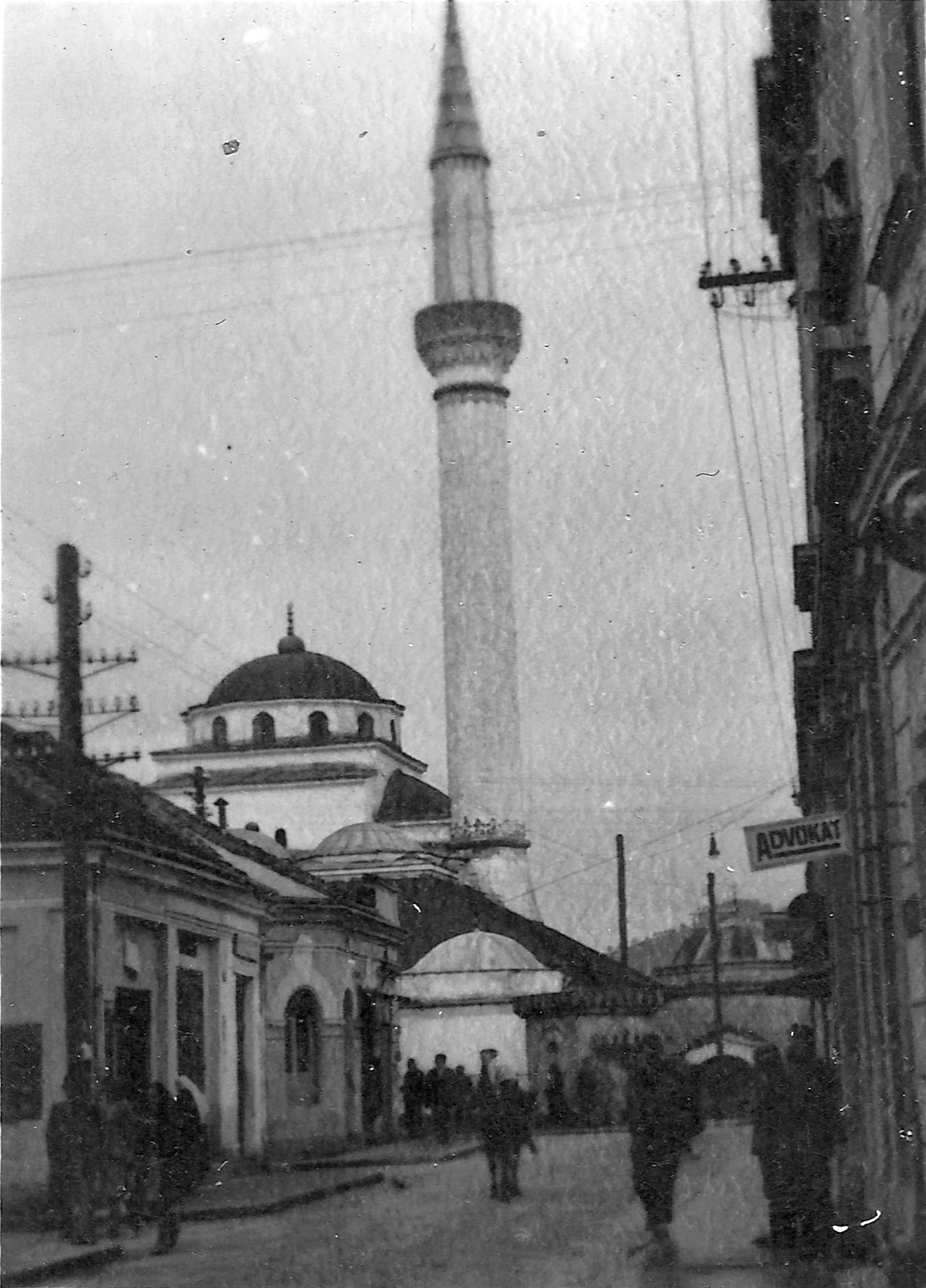
フェルハトパシャモスク

オスマン帝国によって支配されていた期間のボスニアでは、バニャ・ルカはボスニアのパシャルクの中心都市で、現在町の主要な通りとなっている場所に領地が築かれた。もっとも著名なパシャは、1566年から1574年にかけて統治を行ったボスニア人のフェルハト・パシャ・ソコロヴィッチ(Ferhat-paša Sokolović)である。フェルハト・パシャはオスマン期のバニャ・ルカ建都に深い役割を果たした人物の一人で、手工業、小麦の倉庫、浴場、モスク等200以上の建設計画を実行している。モスクの建設期間中水道施設が周辺の住宅地区に敷かれ、道路などのインフラの整備と共にバニャ・ルカの経済や都市化が進みボスニアでの政治、経済の中心地の一つとなった。

### オーストリア時代
1688年、ハプスブルクの軍の侵攻によって破壊されるが、直ぐに再興する。後にオーストリアの軍はしばしば介入し軍事的にバニャ・ルカを開発し、戦略的に軍事的な中心的とした。正教の教会と修道院がバニャ・ルカ近郊に19世紀に築かれた。19世紀、初期の工業化が進み製粉所やビール醸造所、レンガ工場、織物工場など様々な重要な建築物が建てられた。地域のあらゆる分野を率いる都市であったが、オーストリア＝ハンガリー帝国支配期までは他のボスニアの地域同様、近代化はされておらず19世紀後半から鉄道、学校、工場等のインフラの出現と開発によって西欧化が進んだ。近代化が進んだバニャ・ルカは第一次世界大戦後、ユーゴスラビア王国のヴルバス州の州都となる。

### 第二次世界大戦まで

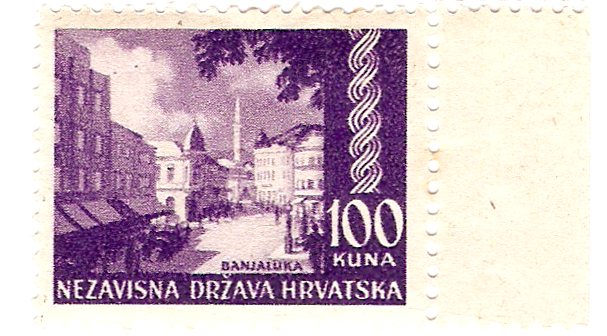
クロアチア独立国統治時代に発行されたバニャ・ルカの100クーナ切手

ヴルバス州の州都として初代総督（バン）スヴェティスラヴ・ミロサヴリェヴィッチ(Svetislav Milosavljević)期に急速に発展した。この間、バンスキ・ドヴォル(総督公邸)や行政庁舎、セルビア正教の至聖三者教会、劇場、博物館などの建設、グラマースクールの刷新、教員養成校の拡大、橋の整備、公園の改修などが行われている。1930年当時、バニャ・ルカでは125の小学校が機能していた。その時期、革命的な考えである"Pelagić"が生み出され協会や生徒のクラブが組織され、バニャ・ルカは自然と地域の反ファシスト運動組織の中心地となっていった。
第二次世界大戦時、バニャ・ルカはクロアチア独立国のウスタシャによって支配された。バニャ・ルカのほとんどの身分の高いセルビア人やセファルディムの家族などは追放され、周辺のウスタシャが設置した強制収容所であるヤセノヴァツ強制収容所やスタラ・グラディシュカ強制収容所へ送られた。1942年2月7日、クロアチアのフランシスコ会修道士ミロスラヴ・フィリィポヴッチ(Miroslav Filipović)率いるウスタシャ勢力は多くの子供を含むセルビア人をドラクリッチ(Drakulići)やモティケ(Motike)、シャルゴヴァツ(Šargovac)などのバニャ・ルカ近郊で虐殺を行っている。市内の正教教会はウスタシャによってすべて破壊された。バニャ・ルカが解放されたのは1945年4月22日である。

### 震災
1969年10月26日と10月27日にマグニチュード6.0と6.4の2回の壊滅的な地震によって多くの建物が被害を蒙った。15人が死亡し数千もの人が怪我を負っている。
ティタニク(Titanik)と呼ばれた町の中心部にあった大きな建物は取り払われ中央広場となった。ユーゴスラビア全土からの助力によってバニャ・ルカの再建は進められた。この時期、周辺の村や遠く離れたヘルツェゴビナ地域から多くのセルビア人が移住して来ている。

### ボスニア・ヘルツェゴビナ紛争とその後

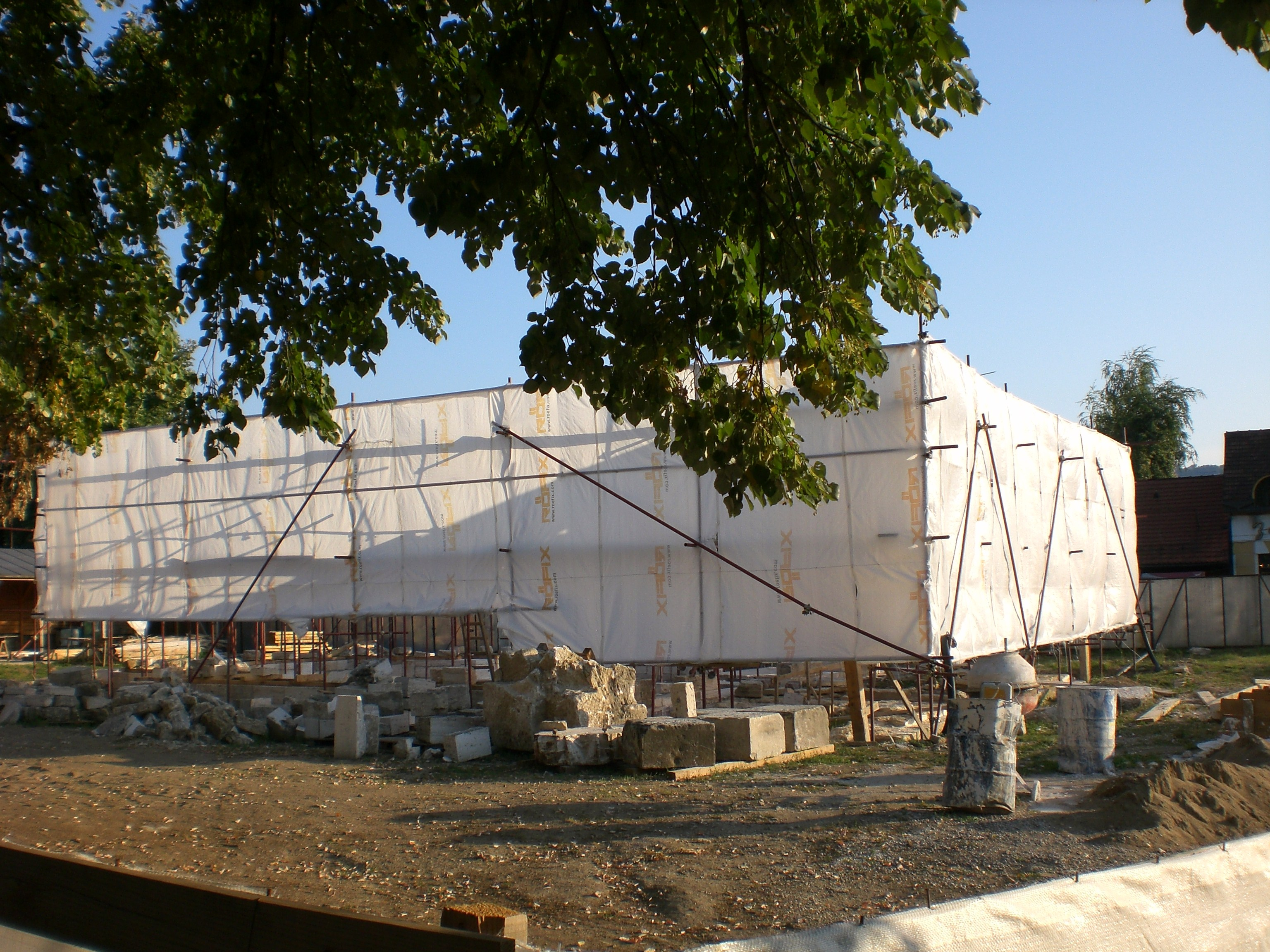
再建中のフェルハディヤモスク

1990年代前半のボスニア・ヘルツェゴビナ紛争の勃発によって、バニャ・ルカの町は相当な変化をした。ボスニア・ヘルツェゴビナが独立を宣言すると、スルプスカ共和国が成立しバニャ・ルカは、事実上のセルビア人構成体の政治的な中心地となった。マニャチャ強制収容所がバニャ・ルカ近郊のマニャチャ山麓にクロアチア紛争とボスニア・ヘルツェゴビナ紛争の起こった1991年から1995年の間存在した。マニャチャ強制収容所は国際的な圧力の下、1993年後半には一時閉鎖されたが1995年10月に再開している。当時、約4,500人から6,000人の主にサンスキ・モストやバニャ・ルカ地域からの非セルビア系の人が収容されたとされる。1995年、ボスニア系当局によって強制収容所が攻略された時、収容所で殺されたと見られる85の遺体が発見された。マニチャ強制収容所はユーゴスラビア人民軍(JNA)とスルプスカ共和国当局によって設置され、クロアチア人やボシュニャク人ナショナリスト男性を収容、監禁するのに使われていた。
紛争中およそ、4万人のセルビア人がクロアチアから逃れてきている。同時期、バニャ・ルカからはほとんどのクロアチア人やボシュニャク人は逃れており、16のモスクが破壊された。裁判所はバニャ・ルカ当局に対し、モスクの破壊に対して4,200万ドルの支払いを命じている。しかしながら、バニャ・ルカ地方裁判所はその後、3年の時効を事由に判決を覆した。ボシュニャク人コミュニティは判決を不服とし上訴することを誓っている。2001年、数千のセルビア人ナショナリストがボシュニャク人が行う16世紀以来の歴史あるフェルハディヤモスク(Ferhadija)の再建の式典に狙いを付け、襲撃を行っている。襲撃には警察当局が関与した兆候もあった。暴動を始めた40人のセルビア系ナショナリストが逮捕されている。

## 人口動態

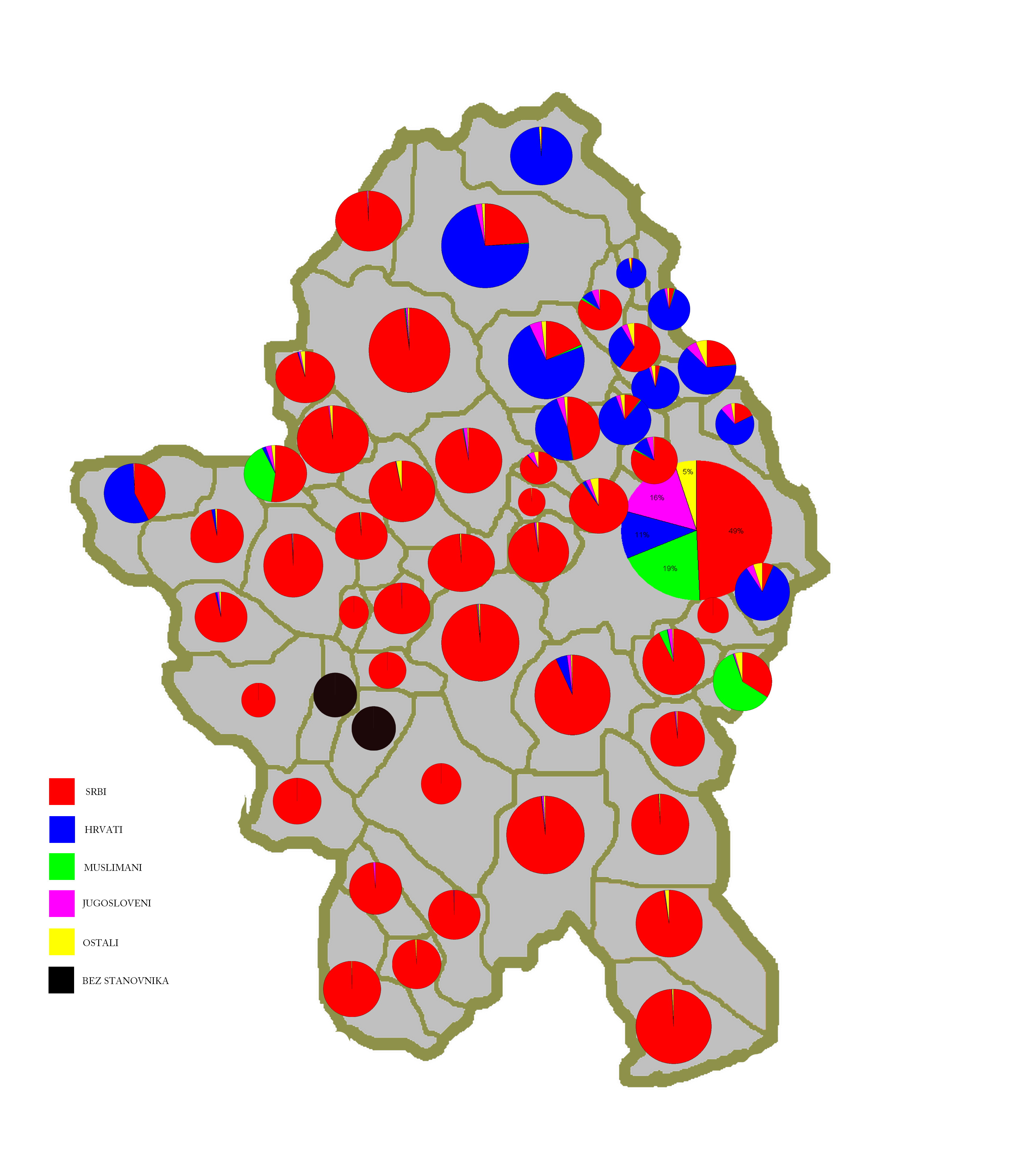
1991年当時の自治体の民族構成。赤がセルビア人、青がクロアチア人、緑がムスリム人、紫がユーゴスラビア人、黄がその他、黒が不明。

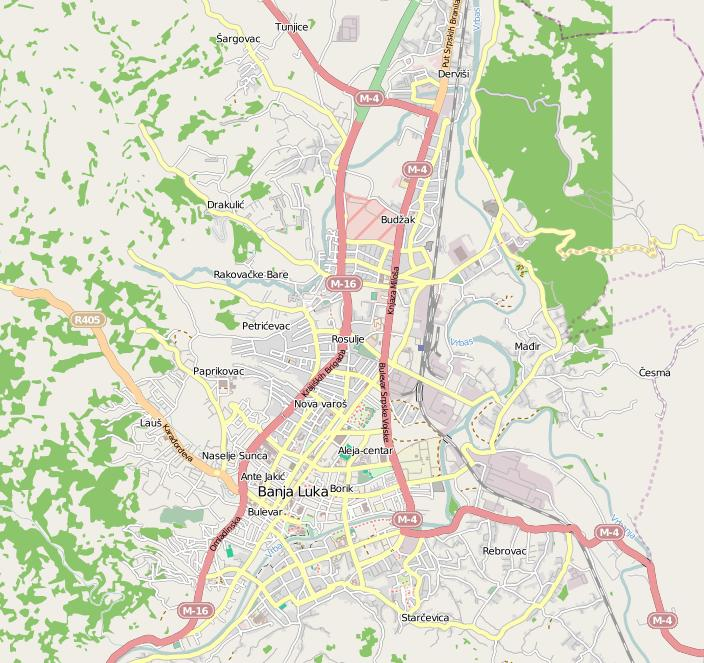
市街地図

今日、バニャ・ルカ基礎自治体の人口はおよそ25万人で、セルビア系の人口が圧倒的多数を占める他、クロアチアからのセルビア系難民も含まれている。ボスニア・ヘルツェゴビナ紛争時の1992年から1995年にかけて6万人のボシュニャク人やクロアチア人は町から逃れるか、追われたりしている。ボシュニャク人やクロアチア系の市民の一部は帰還しているが、戦前の水準までには未だ戻っていない。1991年の国勢調査ではバニャ・ルカ基礎自治体の人口は195,692人であった。
| バニャ・ルカ基礎自治体の人口 |                  |                 |                 |
| 統計年                       | 1991年           | 1981年          | 1971年          |
| セルビア人                   | 106,826 (54.61%) | 93,389 (50.86%) | 92,465 (58.25%) |
| クロアチア人                 | 29,026 (14.83%)  | 30,442 (16.57%) | 33,371 (21.02%) |
| ボシュニャク人               | 28,558 (14.59%)  | 21,726 (11.83%) | 24,268 (15.28%) |
| ユーゴスラビア人             | 23,656 (12.08%)  | 31,347 (17.07%) | 4,684 (2.95%)   |
| その他                       | 7,626 (3.89%)    | 6,714 (3.65%)   | 3,948 (2.48%)   |
| 合計                         | 195,692人        | 183,618人       | 158,736人       |

| バニャ・ルカ市街の人口 |                 |                 |                 |
| 統計年                 | 1991年          | 1981年          | 1971年          |
| セルビア人             | 70,155 (49.03%) | 51,839 (41.82%) | 41,297 (45.46%) |
| ボシュニャク人         | 27,689 (19.35%) | 20,916 (16.87%) | 23,411 (25.77%) |
| クロアチア人           | 15,700 (10.97%) | 16,314 (13.16%) | 17,897 (19.70%) |
| ユーゴスラビア人       | 22,645 (15.82%) | 30,318 (24.46%) | 4,606 (5.07%)   |
| その他                 | 6,890 (4.81%)   | 4,550 (3.67%)   | 3,620 (3.98%)   |
| 合計                   | 143,079人       | 123,937人       | 90,831人        |

## 政治
バニャ・ルカはボスニア・ヘルツェゴビナを構成する構成体の一つであるスルプスカ共和国の首都として重要な役割を担っている。多くの構成体や政府の機関が本部を置いている。スルプスカ共和国政府やスルプスカ共和国国民議会はバニャ・ルカをベースとしている。ボスニア・ヘルツェゴビナ中央政府の付加価値税(VAT)局や預金保険機構、ボスニア・ヘルツェゴビナ中央銀行の支店(以前のスルプスカ共和国国立銀行)などもある。オーストリア、クロアチア、フランス、ドイツ、セルビア、イギリス、アメリカはバニャ・ルカに領事館を置いている。

## 経済
1990年代初めのボスニア・ヘルツェゴビナ紛争時は直接的な経済への影響はバニャ・ルカは受けていないが、工業技術などの重要な分野で低落しその後4年間経済は停滞した。しかしながら、近年金融部門で重要な地位を得るようになっている。2002年に新たにバニャ・ルカ証券取引所(Бањалучка берза, Banjalučka berza)が設立され、取引が開始された。バニャ・ルカでは経済活動の活発化に伴って、投資家や上場企業が増加している。テレコム・スルプスカやモドリチャ精油所(Rafinerija ulja Modriča)、飲料メーカーのバニャルチュカ・ピヴァラ(Banjalučka Pivara)、ヴィタミンカ(Vitaminka)などの企業が株式取引所には上場しており取引が行われ、スロベニア、クロアチア、セルビアなどからの投資家の他、現在では欧州連合諸国からの投資ファンドやノルウェー、アメリカ、日本、中国なども含まれている。スルプスカ共和国証券委員会(Комисија за хартије од вриједности Републике Српске, Komisija za hartije od vrijednosti Republike Srpske)などを始め金融当局の本部もバニャ・ルカには置かれ、金融関連の中心都市となっている。1981年当時、バニャ・ルカのGDPはユーゴスラビア平均の97%であった。

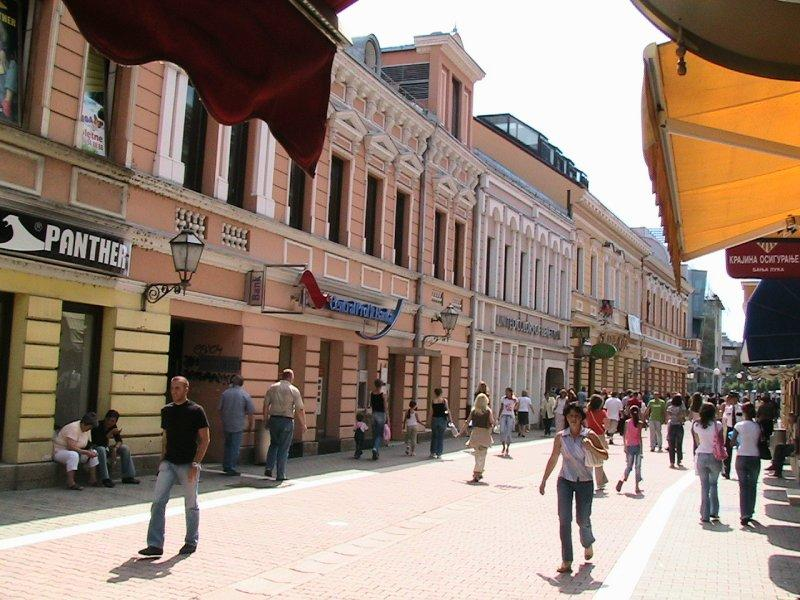
ゴスポドスカ通り

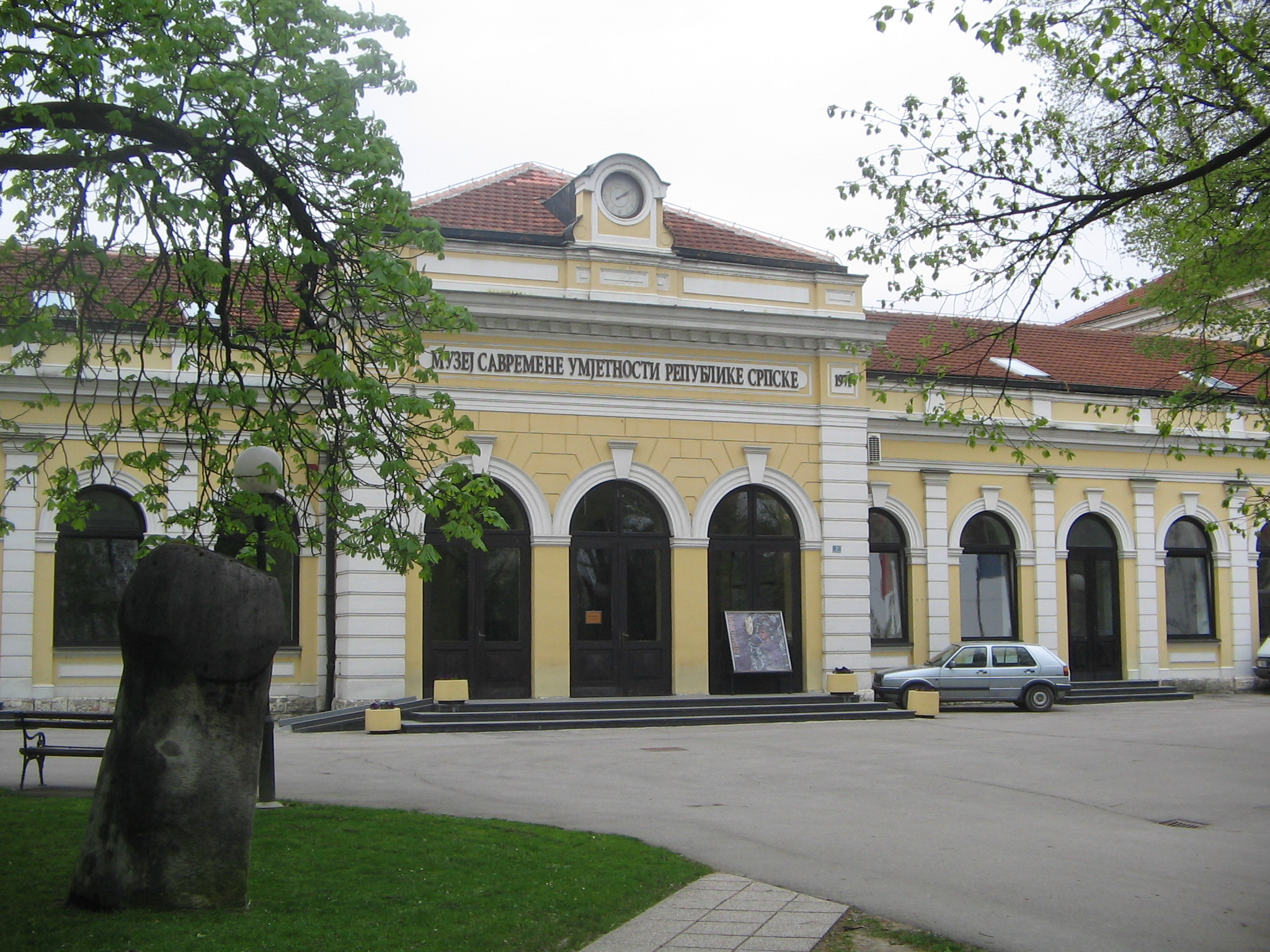
スルプスカ共和国現代美術館

## 文化
バニャ・ルカは長い歴史があり、豊かな文化がある。いくつかの博物館が立地し、ボサンスカ・クライナ博物館や1930年代に設立された民俗誌博物館、スルプスカ共和国現代美術館がある。また、国立劇場や国立図書館が立地し両方とも20世紀前半からあり他にも多くの劇場がある。バニャ・ルカでも著名な文化的な中心の一つであるバンスキ・ドヴォル"Banski Dvor"は1930年代にヴルバス州の総督の邸宅として建てられた。町の中心を象徴する建物として、国会やコンサートホール、ギャラリー、国営テレビ局、レストランなどが一緒になっている。現代のスルプスカ共和国の政治、文化の中心でもある。町の中心にはあまり十分に保存されていない要塞であるカステル"Kastel"も見つけられる。この中世の要塞もバニャ・ルカの主要や名所の一つである。要塞はヴルバス川の左岸に位置し、町に独特な魅力を与えている。夏の期間、要塞ではコンサートが行われている。
バニャ・ルカには多くの文化芸術団体があり、そのなかでも"Pelagić" は1927年に設立された団体でボスニア・ヘルツェゴビナの中でのこの種の団体の中では一番古いものである。また、主に夏の期間を通じてバニャ・ルカでは様々な催しが開かれており、音楽や芸術関連のものが多い。

## スポーツ
バニャ・ルカには著名なサッカースタジアムやいくつかの屋内スポーツホールがある。地元のハンドボールやサッカーのクラブチームには戦士を意味する伝統的な名称であるボラツ(Borac)の名が付いているものがある。バスケットボールのクラブチームはバニャ・ルカ醸造所（ピヴァラ）にちなんでバニャルチュカ・ピヴァラと再命名されている。バニャ・ルカにはプレミイェル・リーガに属するFKボラツ・バニャ・ルカとスルプスカ共和国リーグ1部に属するFKオムラディナツ・バニャ・ルカ、FKナプリェド・バニャ・ルカの3つのサッカークラブがある。ハンドボールのクラブチームも長い伝統があり、RKボラツ・バニャ・ルカは1976年のヨーロッパチャンピオン、1975年にヨーロッパ・ヴィスチャンピオン、1991年にIHFカップの勝者に輝いている。テニスやヴルバス川で行われるラフティングなど他のスポーツも盛んに行われている。

## みどころ
バニャ・ルカ周辺部は自然が美しく観光には良い場所となっている他、バニャ・ルカ市内にも多くの宿泊施設がある。市内や周辺部には温泉やスパもあり観光客を集めている。バニャ・ルカは樹木が多い町でもあり、グリーンシティの愛称もある。中心部には歴史的な建物も多く、レストランなどの飲食施設も多く立地している。他の見所として、バニ丘やクルパ近くのヴルバス川の滝がある。ヴルバス川のラフティングは現在、地元の観光客にはポピュラーなものとなって来ている。釣りやロッククライミング、バニャ・ルカからヤイツェにかけてのヴルバス峡谷のハイキングなどもある。

## 交通

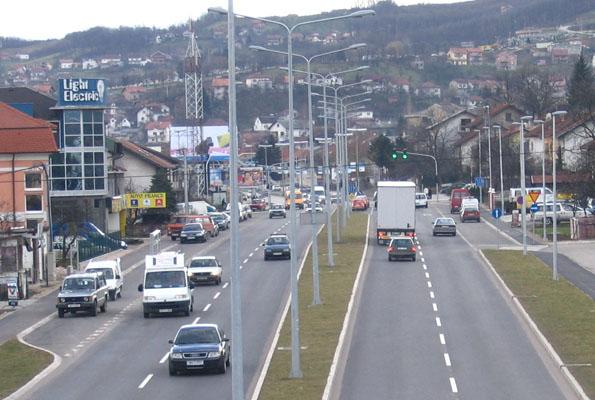
バニャ・ルカの道路

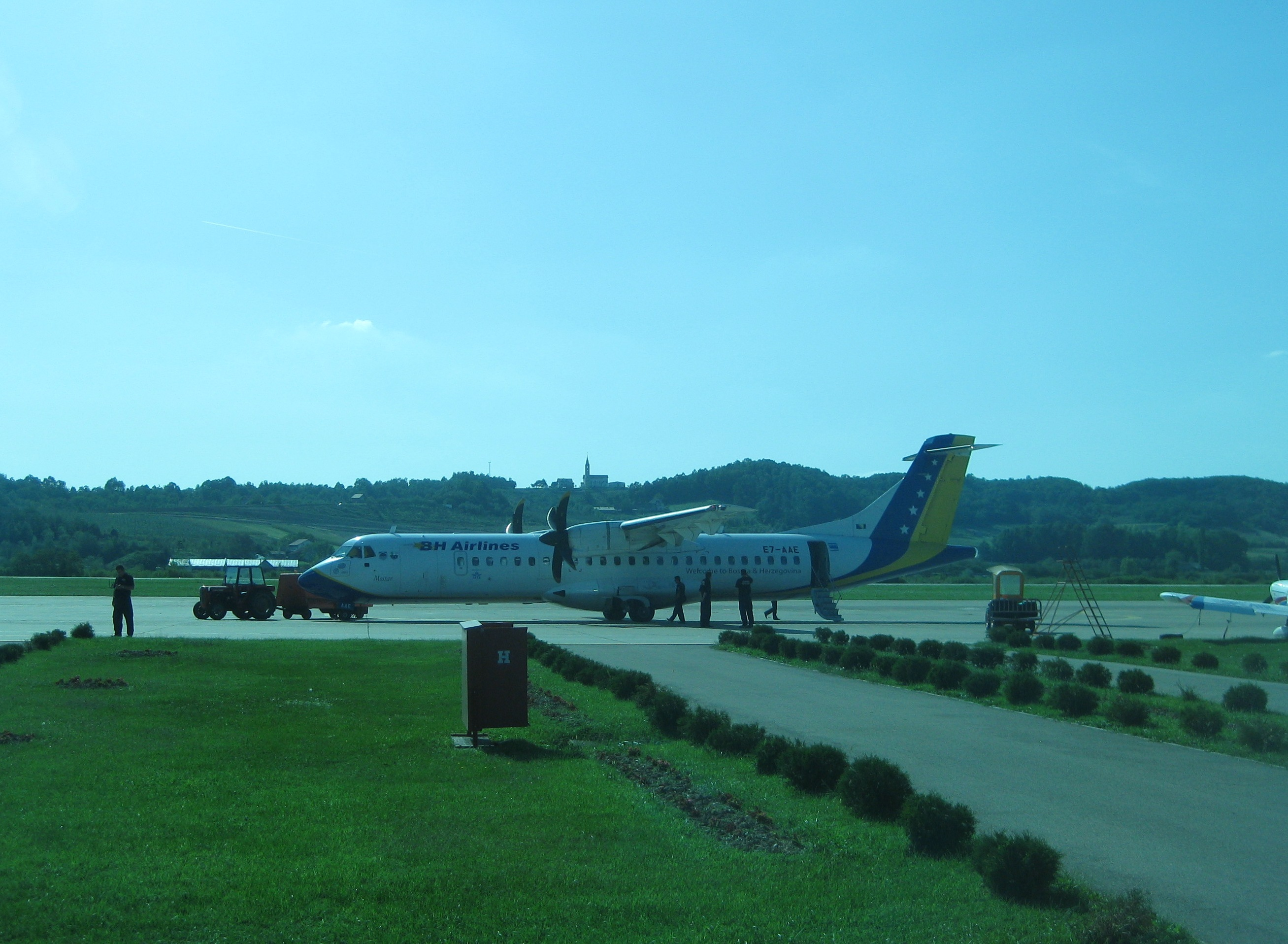
チューリッヒに向けて離陸準備中のB&H航空のATR 72

### 航空
バニャ・ルカ国際空港(IATA: BNX, ICAO: LQBK)が、バニャ・ルカから23km離れた場所にあり、現在B&H航空がチューリヒ国際空港との間で週3便、アドリア航空がリュブリャナ空港との間で週4便の定期便が就航している他、チャーター便の就航やサラエヴォ国際空港のバックアップ機能も有している。冬季はサラエヴォ国際空港より天候などの点で条件が良いためである。

### 鉄道・道路
バニャ・ルカはボスニア・ヘルツェゴビナの鉄道網を構成するスルプスカ共和国鉄道の路線網の拠点でもあり、ボスニア・ヘルツェゴビナ北部の町や、ザグレブ(毎日2往復)、ベオグラード等と結ばれている。ボスニア紛争によって整備の遅れた路線網や、車両不足により鉄道サービスは貧弱である。長距離バス路線はボスニア・ヘルツェゴビナ各地や欧州各国と結ばれており、幅広い路線網が利用できる。欧州自動車道路661号線(M-16号線)が北側のクロアチア国境に向かって続いており、ラクタシ(Laktasi)からクロアチア国境までの2車線区間は現在改良工事が行われている。

### 公共交通機関
市内の公共交通機関は路線バスが主に担っており、30以上のバス路線があり市中心部と郊外部を結んでいる。1系統は一番古い系統である。タクシーもまた、容易に利用できる交通機関である。

## 出身者
- インディラ・ラディッチ - 歌手
- ネヴェン・スボティッチ - サッカー選手
- ロマナ・パニッチ - 歌手
- スルジャン・バビッチ - サッカー選手
- ボリス・ラスプディッチ - サッカー選手
- イワン・リュビチッチ - テニス選手

## 姉妹都市
- ベオグラード（セルビア）
- グラーツ（オーストリア）
- カイザースラウテルン（ドイツ）
- リヴィウ（ウクライナ）
- モスクワ（ロシア）
- オーデンセ（デンマーク）
- パトラ（ギリシャ）